# No Use for a Name
No Use for a Name – amerykański punkrockowy zespół z San Jose. Założony został w roku 1987 przez Tony’ego Sly, Steve’a Papoutsisa, Rory’ego Koffa i Chrisa Dodge’a. Muzyka grana przez zespół ewoluowała w czasie. Na początku był to ostry, ale melodyjny punk rock, który później stawał się coraz lżejszy, skłaniając się bardziej ku popowym melodiom, choć nigdy nie pozbawionym punkowego zabarwienia.

## Historia zespołu
Zespół po raz pierwszy pokazał się szerszej publiczności w roku 1987, kiedy ich piosenka pod tytułem „Gang Way” znalazła się na składance „Turn it Around” punkowego zina „Maximum Rock’n’Roll”. Rok później wytwórnia Woodpecker Records wydała debiutancki EP, zatytułowany po prostu „No Use for a Name”. Drugi EP, wydany w roku 1989 przez Slap A Ham Records, nosił tytuł „Let'em Out”. W tym czasie z zespołem rozstał się Chris Dodge. Podczas jego nieobecności Tony Sly przejął rolę gitarzysty.
Pierwszy album No Use for a Name ukazał się w roku 1990. Nosił tytuł Incognito i wydany został nakładem New Red Archives. Chris Dodge wkrótce wrócił do zespołu, lecz Sly nie odłożył gitary – NUFAN miał teraz dwóch gitarzystów. W takim właśnie składzie nagrano kolejny album Don't Miss the Train, wydany w roku 1992. Następnie zespół przeniósł się do wytwórni Fat Mike’a z NOFX – Fat Wreck Chords. W tym czasie Chris Dodge ponownie opuścił zespół. Jego miejsce zajął Robin Pfefer. Tony Sly również odłożył gitarę. Mógł teraz skupić się na śpiewaniu i trzymaniu rytmu. Po tych personalnych roszadach, grupa wydała pierwszy album w barwach Fat Wreck Chords – „The Daily Grind”. Okazał się on jednym z największych sukcesów zespołu.
Ed Gregor zastąpił Robina Pfefera na stanowisku gitarzysty tuż po wydaniu The Daily Grind. W roku 1995, po wydaniu Leche Con Carne, czwartego albumu, do zespołu dołączyli Chris Shiflett i Matt Riddle, zastępując Eda Gregora i basistę Steve’a Papoutsisa. Po punkowym odrodzeniu na początku lat dziewięćdziesiątych, NUFAN zdobyło dużą publiczność dzięki wideoklipowi do piosenki „Soulmate”, który znalazł się nawet w MTV. Było to pierwsze wideo w historii Fat Wreck Chords, wyemitowane na antenie tego kanału. W roku 1997, po sukcesie albumu Making Friends, zespół ruszył w trasę koncertową, podróżując między innymi po USA, Europie, Australii, Kanadzie i Japonii.
Po wydaniu albumu More Betterness!, Chris Shiflett opuścił zespół, aby w roku 1999 przyłączyć się do Foo Fighters. Jego miejsce zajął Dave Nassie. Dwa lata później światło dzienne ujrzało pierwsze wydawnictwo koncertowe zespołu, którego tytuł brzmi Live in a Dive: No Use for a Name. W roku 2002 NUFAN wydał kolejny album studyjny – Hard Rock Bottom.
Ósmy, studyjny album, zatytułowany Keep Them Confused ukazał się 14 czerwca 2005 roku. Na tym wydawnictwie widoczne jest zaangażowanie zespołu w sytuację polityczną Stanów Zjednoczonych. Zostaje poruszona sprawa wojny w Iraku oraz rządów George’a W. Busha
Najnowszy album, The Feel Good Record of the Year, został wydany 1 kwietnia 2008 roku.
31 lipca 2012 roku zmarł wokalista zespołu Tony Sly.

## Ostatni skład
- Tony Sly – śpiew, gitara (1989–2012)
- Dave Nassie – gitara prowadząca
- Matt Riddle – gitara basowa
- Rory Koff – perkusja

## Dyskografia
- No Use for a Name (EP) (Woodpecker Records, 1988)
- Let 'Em Out EP (Slap-a-Ham Records, 1989)
- Incognito (New Red Archives, 1990. Ponownie wydane przez Fat Wreck Chords, 2001)
- Don't Miss the Train (New Red Archives, 1992. Ponownie wydane przez Fat Wreck Chords, 2001)
- Death Doesn't Care EP (New Red Archives, 1993)
- The Daily Grind (Fat Wreck Chords, 1993)
- Leche Con Carne (Fat Wreck Chords, 1995)
- Split 7" z zespołem Soda (Session Records, 1996)
- Making Friends (Fat Wreck Chords, 1997)
- More Betterness! (Fat Wreck Chords, 1999)
- NRA Years (Golf, 2000)
- Live in a Dive: No Use for a Name (Fat Wreck Chords, 2001)
- Hard Rock Bottom (Fat Wreck Chords, 2002)
- Keep Them Confused (Fat Wreck Chords, 2005)
- Black Box EP (Fat Wreck Chords, 2005; nigdy niewydane)
- All the Best Songs (Fat Wreck Chords, 2007)
- The Feel Good Record of the Year (Fat Wreck Chords, 2008)